# Aulacus kohli
Aulacus kohli är en stekelart som beskrevs av August Schletterer 1890. Aulacus kohli ingår i släktet Aulacus och familjen vedlarvsteklar. Inga underarter finns listade.